# Atletismo nos Jogos Pan-Americanos de 2007 - Lançamento de dardo masculino
O lançamento de dardo masculino foi um dos eventos do atletismo nos Jogos Pan-Americanos de 2007, no Rio de Janeiro. A prova foi disputada no Estádio Olímpico João Havelange no dia 28 de julho com 10 atletas de 7 países.

## Medalhistas
| Ouro   | CUB Guillermo Martínez |
| Prata  | USA Mike Hazle         |
| Bronze | BRA Alexon Maximiliano |

## Recordes
Recordes mundial e pan-americano antes da disputa dos Jogos Pan-Americanos de 2007.
| Tipo                             | Atleta            | Distância | Local         | Data                |
| -------------------------------- | ----------------- | --------- | ------------- | ------------------- |
|                                  | Jan Zelezný       | 98,48 m   | Jena          | 25 de maio de 1996  |
| Recorde dos Jogos Pan-Americanos | Emeterio González | 81,72 m   | Santo Domingo | 6 de agosto de 2003 |

## Resultados

### Final
A final do lançamento de dardo feminino foi disputada em 27 de julho as 17:45 (UTC-3).
| Pos.              | Atleta             | País               | 1     | 2     | 3     | 4     | 5     | 6     | Result. |
| ----------------- | ------------------ | ------------------ | ----- | ----- | ----- | ----- | ----- | ----- | ------- |
| Medalha de ouro   | Guillermo Martínez | CUB Cuba           | 72.59 | 72.81 | X     | 72.33 | 77.66 | 72.23 | 77.66 m |
| Medalha de prata  | Mike Hazle         | USA Estados Unidos | 67.06 | X     | 70.54 | X     | 75.33 | X     | 75.33 m |
| Medalha de bronze | Alexon Maximiliano | BRA Brasil         | 71.18 | 70.12 | 75.04 | 71.29 | X     | X     | 75.04 m |
| 4                 | Víctor Fatecha     | PAR Paraguai       | 68.37 | 72.30 | 71.15 | X     | X     | X     | 72.30 m |
| 5                 | Noraldo Palacios   | COL Colômbia       | X     | 67.28 | 71.14 | X     | 66.96 | X     | 71.14 m |
| 6                 | Pablo Pietrobelli  | ARG Argentina      | 66.83 | 64.69 | 67.29 | 70.54 | 70.62 | 66.09 | 70.62 m |
| 7                 | Justin St. Clair   | USA Estados Unidos | 68.48 | 67.54 | 67.28 | 64.96 | 67.73 | 67.13 | 68.48 m |
| 8                 | Júlio Oliveira     | BRA Brasil         | 67.92 | 66.24 | 65.24 | X     | X     | X     | 67.92 m |
| 9                 | Diego Moraga       | CHI Chile          | 60.82 | 58.39 | 65.96 |       |       |       | 65.96 m |
| 10                | Ignacio Guerra     | CHI Chile          | X     | 64.88 | 65.51 |       |       |       | 65.51 m |